# Drohojowski Hrabia

Herb według Ostrowskiego

Drohojowski Hrabia − polski herb szlachecki, hrabiowska odmiana herbu Korczak.

## Opis herbu
Zachowały się dwa przekazy na temat wyglądu tego herbu. Opisy z wykorzystaniem klasycznych zasad blazonowania:
Herb z drzewa genealogicznego Drohojowskich: W polu czerwonym trzy wręby srebrne. Nad tarczą korona hrabiowska, a nad nią hełm w koronie, z którego klejnot: pół szczenięcia wspiętego, w czarze złotej. Labry czerwone podbite srebrem.
Oryginalne zachowane nadanie zawierało opis błędnego herbu Jelita.
Herb według Ostrowskiego: Tarcza dzielona w krzyż z polem sercowym. W tarczy sercowej, czerwonej, trzy wręby srebrne; w polu II, czerwonym, trzy kopie złote skrzyżowane w gwiazdę; w polu III czerwonym dwie klamry oblężnicze srebrne, barkami do siebie, między którymi miecz srebrny; w polu IV, czerwonym, łeb żubra czarny, przebity mieczem; w polu V, czerwonym, dwa półksiężyce złote barkami do siebie, między którymi miecz srebrny. Nad tarczą korona hrabiowska, nad którą cztery hełmy z klejnotami. Klejnot I: Pół szczenięcia wspiętego w misie złotej w lewo; klejnot II: pięć piór strusich, dwa srebrne między czerwonymi; klejnot III: pół kozła złotego w lewo; klejnot IV: ramię zbrojne srebrne, z mieczem, wzniesione do cięcia. Labry na hełmach I i III czerwone, podbite złotem, na hełmach II i IV błękitne, podbite srebrem.
Taki herb przytoczył Juliusz Karol Ostrowski za Hefnerem i Nowym Siebmacherem.

## Symbolika
Herb przytoczony przez Ostrowskiego zawiera skrócony wywód genealogiczny nosiciela. Matka, Barbara Wolska, używała herbu Jelita, babka macierzysta, Anna Brzuchowska, herbu Pomian, prababka ojczysta, Anna Marchocka, herbu Ostoja, zaś babka ojczysta, Marianna Rojowska, herbu Cholewa.

## Najwcześniejsze wzmianki
Nadany 7 lutego 1783 Antoniemu, Janowi i Wiktorowi Drohojowskim z galicyjskim tytułem hrabiowskim i predykatem hoch- und wohlgeboren (wysoko urodzony i wielmożny). Podstawą nadania był patent z 1775, pochodzenie od senatorów, legitymacja, domicyl galicyjski i przywiązanie do domu cesarskiego.

## Herbowni
graf von Drohojowski.